# Kallunkijärvi (sjö i Norra Österbotten)
Kallunkijärvi är en sjö i Finland. Den ligger i kommunen Kuusamo i landskapet Norra Österbotten, i den nordöstra delen av landet, 700 km norr om huvudstaden Helsingfors. Kallunkijärvi ligger 246,4 meter över havet. Den är 15,97 meter djup. Arean är 9,98 kvadratkilometer och strandlinjen är 30,76 kilometer lång. Sjön  ingår i Koundaälvens huvudavrinningsområde.   Den sträcker sig 4,0 kilometer i nord-sydlig riktning, och 5,1 kilometer i öst-västlig riktning.
I sjön finns bland andra öarna Kotisaari och Peurasaari
I övrigt finns följande vid Kallunkijärvi:
- Kiutajärvi (en sjö)
- Tiermasjärvi (en sjö)